# Ford Sierra RS Cosworth
Ford Sierra RS Cosworth — високопродуктивна[джерело?] версія Ford Sierra яку розробила компанія Ford Motorsport для участі в гонках групи А в Європі. Але крім ралійної версії, пропонувалася і цивільна.

## Опис

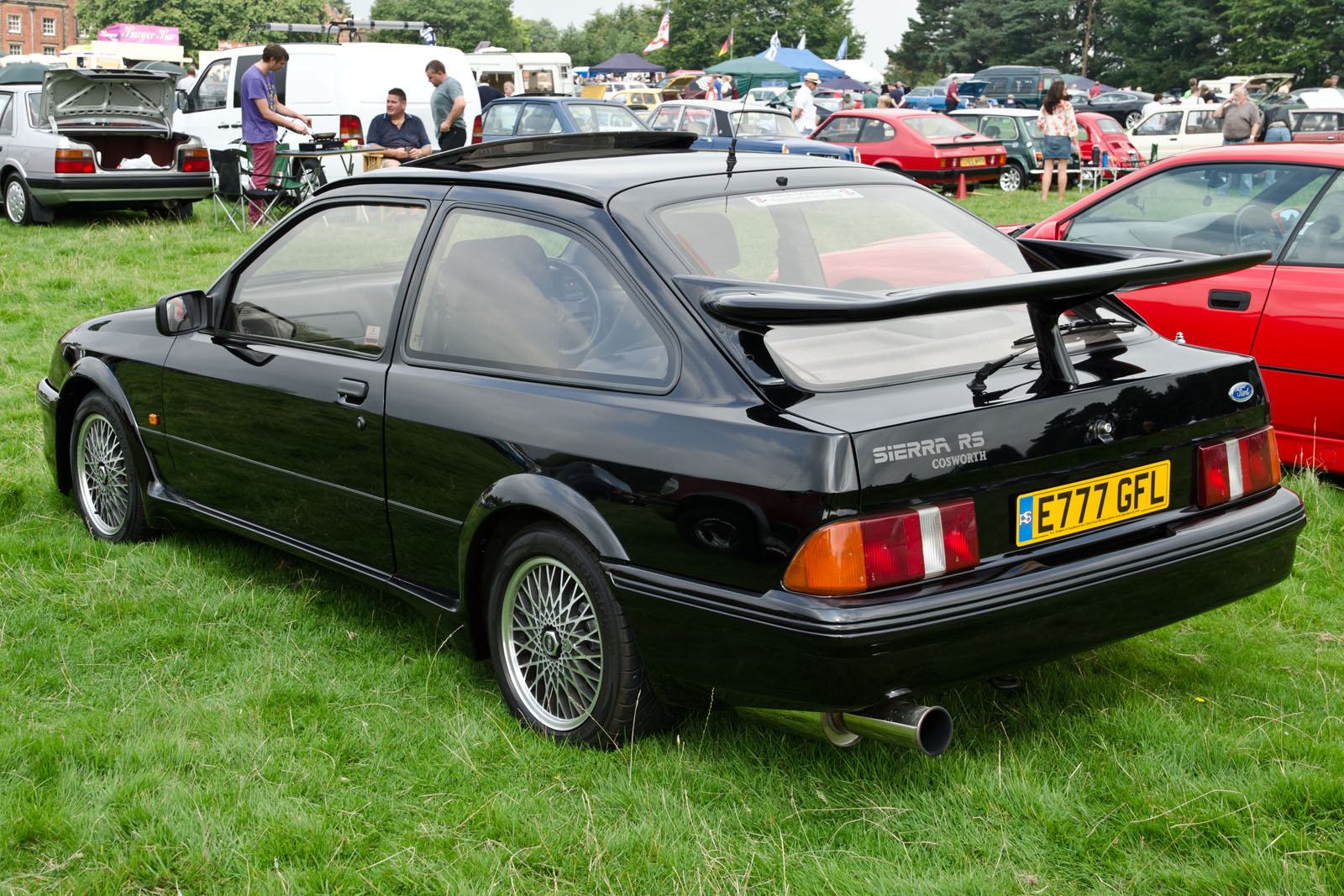
Ford Sierra RS Cosworth (1986-1987)

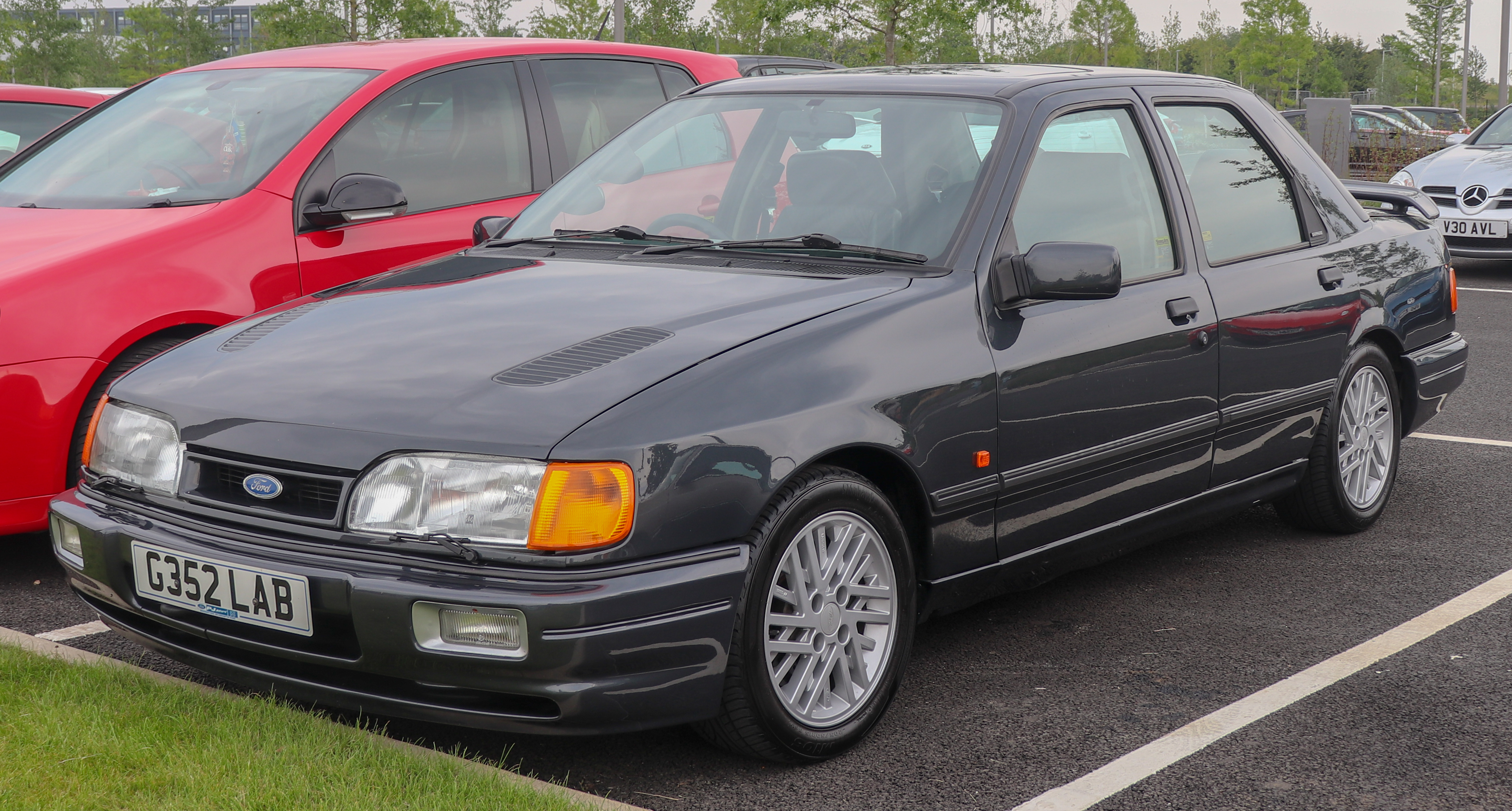
Ford Sierra RS Cosworth (1988-1989)

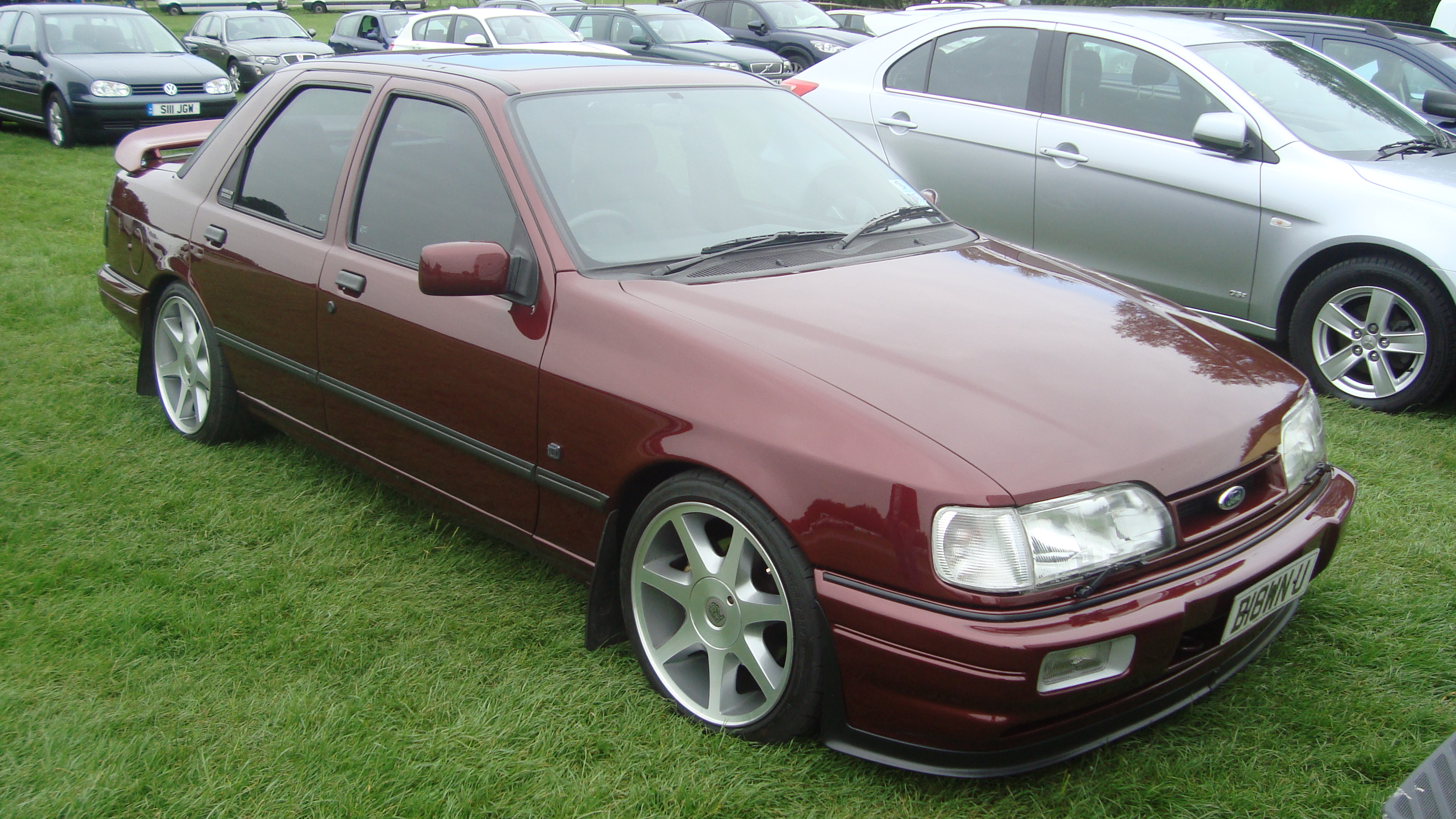
Ford Sierra RS Cosworth 4x4 (1990-1992)

У липні 1986 року був випущений потужний хетчбек Sierra Ford RS Cosworth.
Ім'я Cosworth вказувало, що двигун був розроблений британською компанією Cosworth Engineering. На цей автомобіль встановлювалися різні двигуни об'ємом 2.0 л потужністю 204 к.с. Ця модифікація була настільки популярна, що її тюнінгом займалися багато європейських тюнінгових ательє, які доводили потужність двигуна до 500 к.с. Зовні Sierra RS Cosworth відрізнялася великими колесами, широкими бамперами і характерною повітрозабірною решіткою на капоті.
У 1987 році обмеженим тиражем в кількості 500 штук була виготовлена Ford Sierra RS500 Cosworth з двигуном 2,0 л потужністю 224 к.с.
У 1988 році почалось виробництво нової Ford Sierra RS Cosworth з кузовом седан, що мала той самий двигун що і попередня модель, а також задній привід, їх було випущено 13000 шт. В січні 1990 року з'явилась модифікація з повним приводом і форсованим двигуном 2,0 л, що тепер видавав 220 к.с.

## Двигуни
- 2,0 Cosworth YBD, 204 к.с. (1986)
- 2,0 Cosworth YBD, 224 к.с. (1987)
- 2,0 Cosworth YBD, 204 к.с. (1988-1989)
- 2,0 Cosworth YBG/YBJ, 220 к.с. (1990-1992)